# Gistad
Gistad är en tätort i Linköpings kommun, belägen ungefär 18 km öster om Linköping.

## Samhället
Orten ligger längs Länsväg E 796, som är en del av E4:s gamla sträckning mellan Linköping och Norrköping. På orten har Heab byggställningar en industri och kopplad till den finns en byggställningsskola. Gistads kyrka ligger tre kilometer utanför tätorten i en mindre ort också benämnd Gistad och som är kyrkbyn i Gistads socken. 

## Befolkningsutveckling
| Befolkningsutvecklingen i Gistad 1960–2020 | Befolkningsutvecklingen i Gistad 1960–2020 | Befolkningsutvecklingen i Gistad 1960–2020 | Befolkningsutvecklingen i Gistad 1960–2020 | Befolkningsutvecklingen i Gistad 1960–2020 |
| ------------------------------------------ | ------------------------------------------ | ------------------------------------------ | ------------------------------------------ | ------------------------------------------ |
|                                            |                                            |                                            |                                            |                                            |
| År                                         |                                            |                                            | Folkmängd                                  | Areal (ha)                                 |
| 1960                                       | 1960                                       |                                            | 244                                        |                                            |
| 1965                                       | 1965                                       |                                            | 297                                        |                                            |
| 1970                                       | 1970                                       |                                            | 310                                        |                                            |
| 1975                                       | 1975                                       |                                            | 311                                        |                                            |
| 1980                                       | 1980                                       |                                            | 281                                        |                                            |
| 1990                                       | 1990                                       |                                            | 273                                        | 41                                         |
| 1995                                       | 1995                                       |                                            | 292                                        | 42                                         |
| 2000                                       | 2000                                       |                                            | 286                                        | 42                                         |
| 2005                                       | 2005                                       |                                            | 285                                        | 42                                         |
| 2010                                       | 2010                                       |                                            | 288                                        | 43                                         |
| 2015                                       | 2015                                       |                                            | 283                                        | 55                                         |
| 2020                                       | 2020                                       |                                            | 298                                        | 53                                         |
|                                            |                                            |                                            |                                            |                                            |